# Лімфа (міфологія)
Лімфа - давньоримська богиня прісної води.  Вона входить у список дванадцяти сільськогосподарських божеств, яких Варрон зазначив як «покровителів» римських землеробів, адже «без води все землеробство сухе й бідне».  Лімфи часто пов’язані з Фонсом, богом фонтанів та колодязів. Лімфа являє собою «функціональну суть» прісної води, відповідно до концептуального підходу Майкла Ліпки до римських божеств , або, загалом, вологу. 
Вітрувій зазначає деякі з її особливостей у розділі своєї роботи «Про архітектуру», в якому він описує, як дизайн будівлі храму повинен відображати природу божества, яке буде в ньому розміщене:
Характер коринфського порядку здається більш відповідним Венері, Флорі, Прозерпіні та німфам Фонтанів, адже його стрункість, елегантність, багатство та орнаментальне листя, увінчане волютами несуть аналогію з їхнім характером. 
Ім'я Лімфа має однакове значення з « німфа » , але вони не є цілком взаємозамінні. Однією з присвят на честь відновлення водопостачання була nymphis lymphisque augustis, «для німф і серпневих лімф», розрізняючи їх , як це робить уривок з Августина Бегемотського .  У поетичному вживанні lymphae як загальний іменник, множина або рідше однина, може означати джерело прісної води або просто «воду»; у порівнянні з її постійним супутником Фонсом, чиє ім’я означає «фонтан», але якого також називають божеством.
Коли Лімфа з'являється в списку власних імен божеств, Лімфа постає як об'єкт релігійної пошани, що втілює божественний аспект води. Як і деякі інші божества природи, які фігурують в обох числах (наприклад, Faunus / fauni ), вона може бути як одниною, так і множиною.  Лімфа була відповідним божеством, до якого можна було молитися про підтримку водопостачання, як Лібер забезпечував вино або хліб Церери. 

## Ім'я та функції
Походження слова лімфа невідоме. Спочатку це могло бути lumpa або limpa, пов’язане з прикметником limpidus, що означає «чистий, прозорий», який особливо застосовується з рідинам.  Також зустрічається проміжна форма lumpha.  Скоріш за все, на написання вплинуло грецьке слово νύμφα nympha, оскільки іпсилон (Υ,υ) і фі (Φ,φ) зазвичай транскрибуються латинською мовою як u або y і ph або f . 
Лімфа є італійським поняттям.  На це вказує споріднене осканське діумпā- (записано в давальному відмінку множини, diumpaís, «для лімф»), з характерним чергуванням d на l .  Ці богині фігурують на Tabula Agnonensis як одні з 17 самнітських божеств, які включають еквіваленти Флори, Прозерпіни і, можливо, Венери (усі віднесені Вітрувієм до лімф), а також кілька богів зі списку 12 сільськогосподарських божеств Варрона . На табличці Оскан вони фігурують у групі божеств, які забезпечують вологу посівам.  У етруській космологічній схемі Марціана Капелли лімфи розміщені в другій з 16 небесних областей разом з Юпітером, Квіріном, Марсом (ці три складають архаїчну тріаду ), Військовим Ларом, Юноною, Фонсом і маловідомими італо-етруськими новенсілами.  Один напис 1 століття до н.е. був присвячений Лімфам і Діані
Італічні лімфи були пов'язані з культами зцілення. Ютурну, яку зазвичай називають «німфою», Варрон ідентифікує як Лімфу : «Ютурна — це лімфа, яка допомагає: саме через її ім'я багато хворих людей зазвичай шукають цю воду», таким чином пов'язуючи її ім'я та дієслово iuvare, «допомагати, зцілювати».  Водяний храм Ютурни був джерельним озером на Римському Форумі, який приваблював шукачів ліків, і Проперцій пов’язував його силу з озером Альбано та озером Немі, де було розташоване знамените святилище Діани Неморенсіс .  Культ Ютурни, який Сервій визначає як фонс, підтримувався, що забезпечити постачання води, і вона була матір'ю божества Фонса. 

Поети Августа часто обіграють неоднозначне та подвійне значенням лімфи як «джерела води» і «німфи». У поезії Горація  лімфи працюють,  танцюють ;  вони балакучі, галасливі,  і коли гніваються, вони викликають посуху, яка не припиниться поки не відновляться їхні обряди.  Деякі текстові редактори відреагували на цю персоніфікацію, змінивши рукописні читання lymphae на nymphae . Коли перша буква форми -ympha стерта або нечітка в написі, це слово зазвичай інтерпретують як німфа замість менш поширеного лімфа . 

## Божественне божевілля

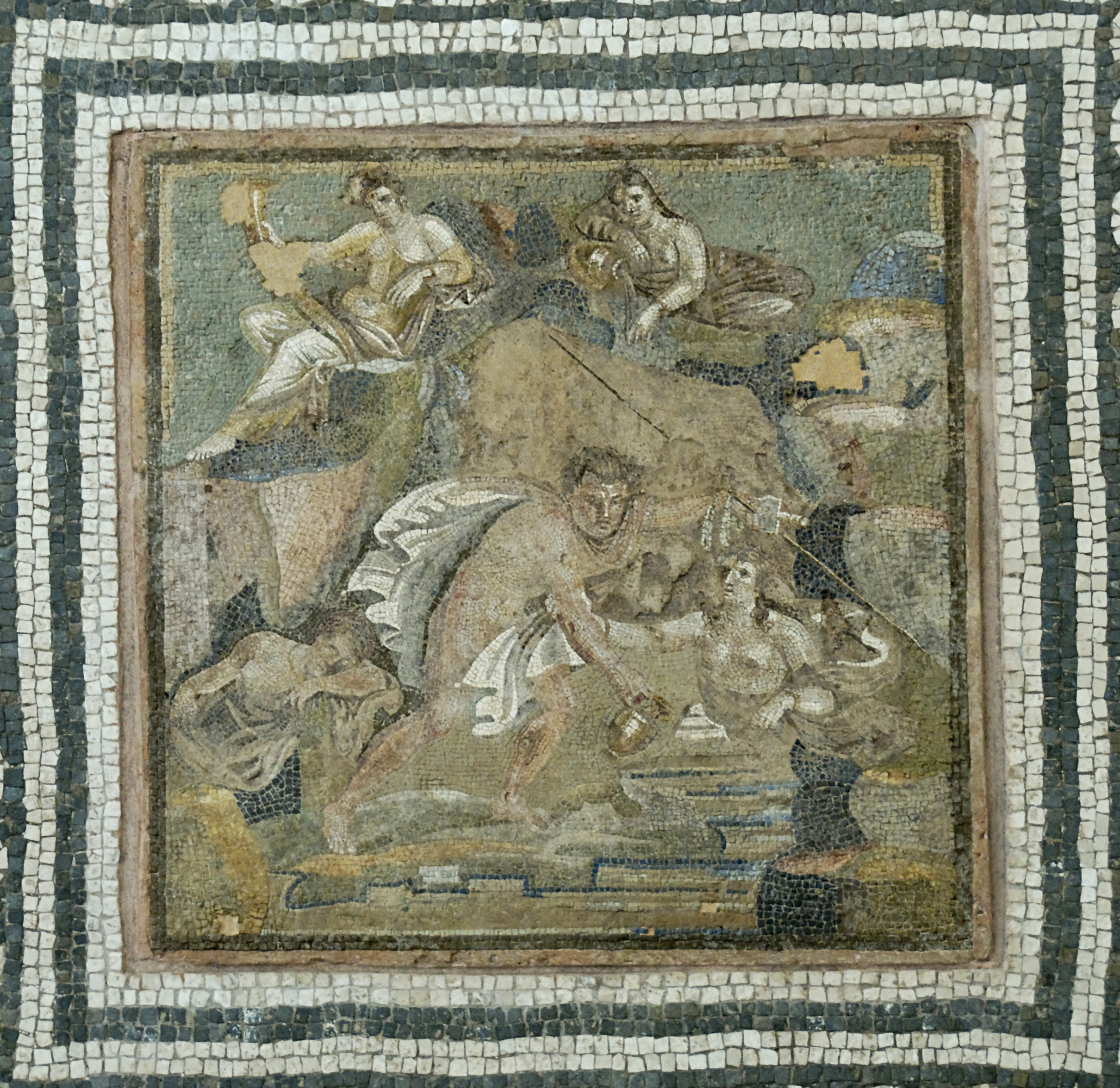
Римська мозаїка, що зображає викрадення Гіла німфами

У релігіях Стародавньої Греції, Риму та кельтів  богині води зазвичай є джерелами натхнення або божественного одкровення, які можуть мати вигляд божевілля чи шаленості. У грецькій мові «німфолепсія» («припадок у німф») була «підвищенням свідомості та розвиненими мовленнєвими навичками», що є результатом впливу німф на людину.  Цей термін також означав викрадення людини німфами, як у міфі про Гіла, і, згодом, став евфемізмом чи метафорою смерті, про що свідчать як грецькі, так і римські епітафії.  «Німфолепт» - так називали людину, яка була релігійним прихильником німф. 
Латинське дієслово lympho, lymphare означало «зводити з розуму» чи «перебувати в стані божевілля», прикметники lymphaticus і lymphatus означають «навіжений, божевільний», коли абстрактний іменник lymphatio стосується саме стану. Вергілій вживає прикметник lymphata лише раз  в « Енеїді », задля опису божевілля Амати, дружини Латина, підбурюваної Лютим Алекто і всупереч mos, соціально схвалюваній поведінці. 
Серед греків культ німф був частиною екстатичної орфічної або діонісійської релігії . Прикметник lymphatus « досить сильно нагадував вакхічне божевілля»,  і римський драматург Пакувій (220–130 рр. до н.е.) прямо пов’язує його з sacra Bacchi, «обрядами Вакха ».  Р. Б. Оніан пояснював «плинність» екстатичних богів у контексті стародавніх теорій про зв'язок тіла і розуму, де сухість -  якість раціональності, а рідина викликає емоції. Вода як джерело божественного, навіть божевільного натхнення пов’язує Лімф з латинськими Каменами, які ототожнювалися з Музами . 

У своєму записі про Лімф лексикограф Фест зазначає, що грецьке слово nympha мало вплив на латинську назву, і пояснює:
»Народне повір’я свідчить, що той, хто побачить певний образ у фонтані, який є привидом німфи, збожеволіє. Таких людей греки називають numpholêptoi («одержані німфами»), а римляни — lymphatici . 
Оскільки стани божевілля, одержимості та хвороби не завжди чітко розрізнялися в давнину, «німфолепсія» стала вважатися хворобливим або небажаним станом.  Ісидор порівнює грецьку гідрофобію, що буквально означає «боязнь води», і каже, що « lymphaticus – це слово, що означає людину, яка захворіла через воду, змушуючи її бігати туди-сюди, або того, хто заразився хворобою, отриманою від потоку води.» У поетичному вживанні, додає він, lymphatici — божевільні. 
Під час християнізації Імперії в пізній античності позитивні наслідки одержимості німфою були стерті, а німфи були синкретизовані з занепалими ангелами та небезпечними фігурами, такими як Ламія та Гелло .  З християнської точки зору, Тертуліан підтверджує занепокоєння тим, що нечисті духи можуть водитися в різних джерелах води, і зазначає, що людей, яких вода налякала, вбила або звела з розуму, називають «спіймані німфами», лімфатичними чи гідрофобами. 

## Також переглянути
- Фонс
- Німфа
- Німфеум
- Лімфа, лімфатичні вузли та лімфатична система походять від слова лімфа